# Wynnewood
Wynnewood est une ville d'Oklahoma dans le comté de Garvin, à 108 km au sud d'Oklahoma City, ayant une population de 2,212 habitants en 2010.
La ville a connu 175 tornades depuis 1950.

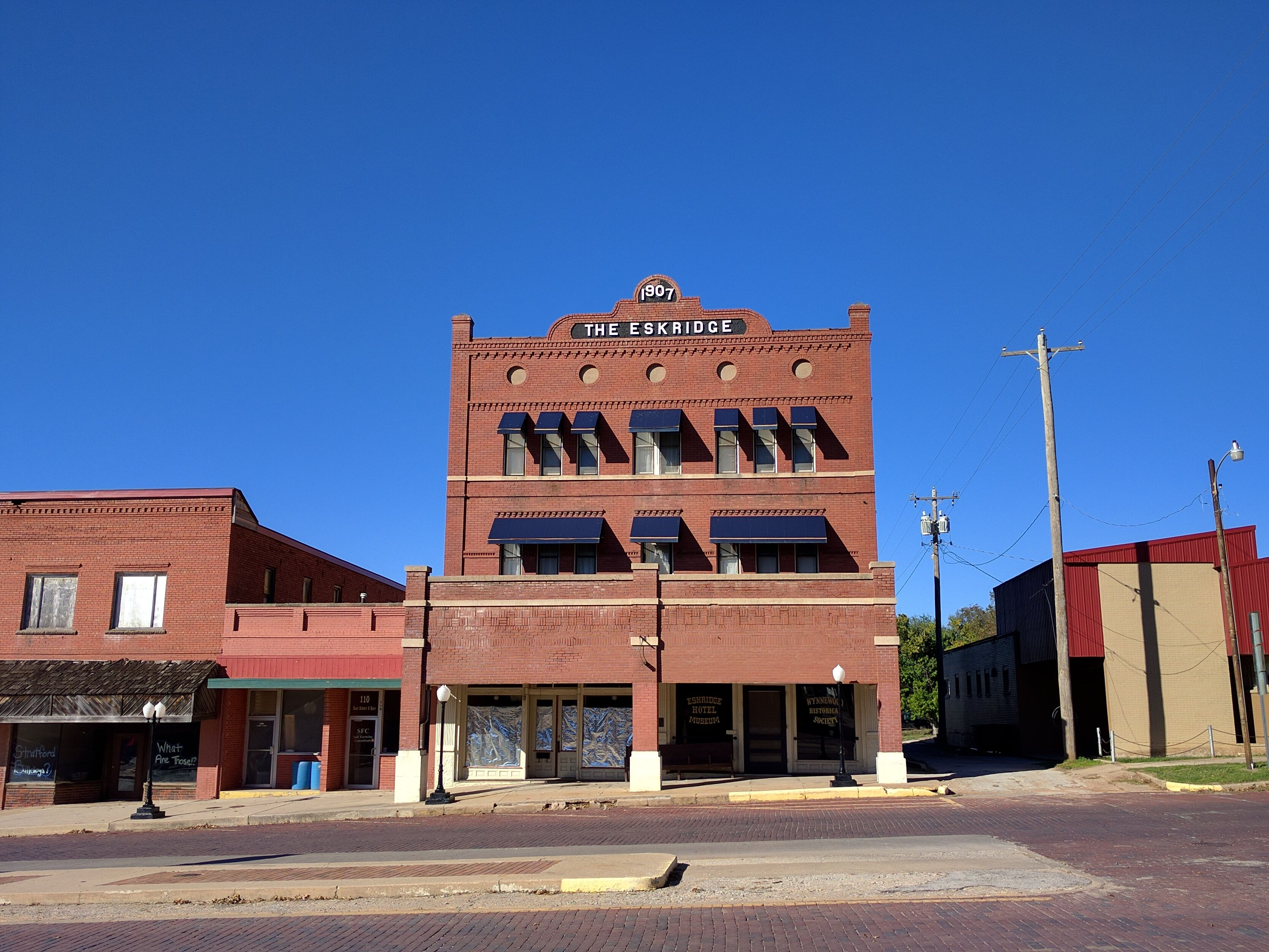
Eskridge Hotel